# Elsa Matz

Dr. Elsa Matz

Elsa Matz (* 7. Mai 1881 in Friedrichsort; † 10. Mai 1959 in München) war eine deutsche Pädagogin und Politikerin (DVP).

## Leben und Beruf
Elsa Matz wurde als Tochter des Rektors der Marine-Garnisonschule in Friedrichsort bei Kiel geboren. Sie besuchte die Marine-Garnisonschule, erhielt zusätzlich Privatunterricht und absolvierte das Lehrerinnenseminar in Kiel. Nach dem Abitur am Königlichen Gymnasium in Kiel studierte sie von 1902 bis 1907 Philologie, Geschichte und Philosophie an den Universitäten in Kiel und Berlin. Sie legte 1906 die Oberlehrerinnenprüfung ab, promovierte 1907 zum Dr. phil. und bestand im gleichen Jahr das Staatsexamen als Oberlehrer (pro facultate docendi). Anschließend arbeitete sie als Oberlehrerin am Städtischen Lyzeum in Stettin mit Studienanstalt in Schöneberg bei Berlin.
Matz war seit 1911 Direktorin des Städtischen Lyzeums sowie der Städtischen Seminare in Rüstringen und Oldenburg. 1916 wurde sie Direktorin der Städtischen Frauenschule und des Gesenius-Wegener-Lyzeums in Stettin. Daneben betätigte sie sich in der Kriegsfürsorge und war nebenamtliche Mitarbeiterin beim Provinzial-Schulkollegium in Stettin. Außerdem war sie Schriftführerin des Deutschen Vereins für das Höhere Mädchenschulwesen, Vorsitzende des Vereins pommerscher Oberlehrerinnen sowie Vorstandsmitglied des Lehrerinnenvereins, des Vaterländischen Frauenvereins und des Akademikerbundes in Stettin. Nach dem Ende des Ersten Weltkrieges gehörte sie der preußischen verfassunggebenden Kirchenversammlung an. Seit 1929 war sie als Oberstudiendirektorin Leiterin des Westend-Oberlyzeums in Berlin-Westend. Elsa Matz starb am 10. Mai 1959 in München.

## Politik
Matz trat 1919 in die Deutsche Volkspartei (DVP) ein. Sie wurde Anfang der 1920er-Jahre in den geschäftsführenden Ausschuss (Vorstand) der Partei gewählt und war Erste Vorsitzende des Reichsfrauenausschusses der DVP. Bei der Reichstagswahl im Juni 1920 wurde sie in den Deutschen Reichstag gewählt, dem sie zunächst bis Mai 1924 angehörte. Im Parlament vertrat sie den Wahlkreis 6 (Pommern). Von Dezember 1924 bis März 1933 war sie erneut Reichstagsabgeordnete. Weiterhin war sie Vorsitzende des Frauenausschusses im Deutschen Reichsausschuss für Leibesübungen und seit Ende der 1920er-Jahre Beisitzerin der Filmoberprüfstelle sowie der Prüfstelle für Schmutz- und Schundschriften in Berlin.